# Viaduc de Busseau
Das Viaduc de Busseau ist ein Eisenbahnviadukt auf der Bahnstrecke Montluçon–Saint-Sulpice-Laurière in Frankreich und führt vom Gebiet der Gemeinde Cressat im Département Creuse in der Region Nouvelle-Aquitaine über die Creuse zum Bahnhof von Busseau-la-Creuse, einem Ortsteil der Gemeinde Ahun.

## Geschichte
Das in den Jahren 1863 bis 1865 im Auftrag der Compagnie du chemin de fer de Paris à Orléans (PO) gebaute Viaduc de Busseau war das erste hohe Brückenbauwerk Frankreichs, bei dem sowohl der Brückenträger als auch die Pfeiler aus Schmiedeeisen und Gusseisen hergestellt wurden.
Entgegen weitverbreiteten Angaben wurde es nicht von Gustave Eiffel geplant oder gebaut, der sein Unternehmen in Levallois-Perret erst 1867 begann, sondern von Wilhelm Nördling, wie der seit langem in Frankreich tätige Chefingenieur der Eisenbahn PO dort allgemein genannt wurde.
Nördling berücksichtigte bei seiner Planung die Portage Bridge in den USA, das Crumlin-Viadukt in Südwales, das erste Sitterviadukt bei St. Gallen und das erste Grandfey-Viadukt bei Freiburg in der Schweiz, an dessen Planung er selbst mitgewirkt hatte – sämtlich in den Jahren davor fertiggestellte hohe Eisenbahnbrücken.
Das Viaduc de Busseau war wiederum die Vorlage für Nördlings nächstes Projekt, die Strecke von Commentry nach Gannat mit u. a. dem Viaduc de la Bouble und dem Viaduc de Rouzat.

## Beschreibung

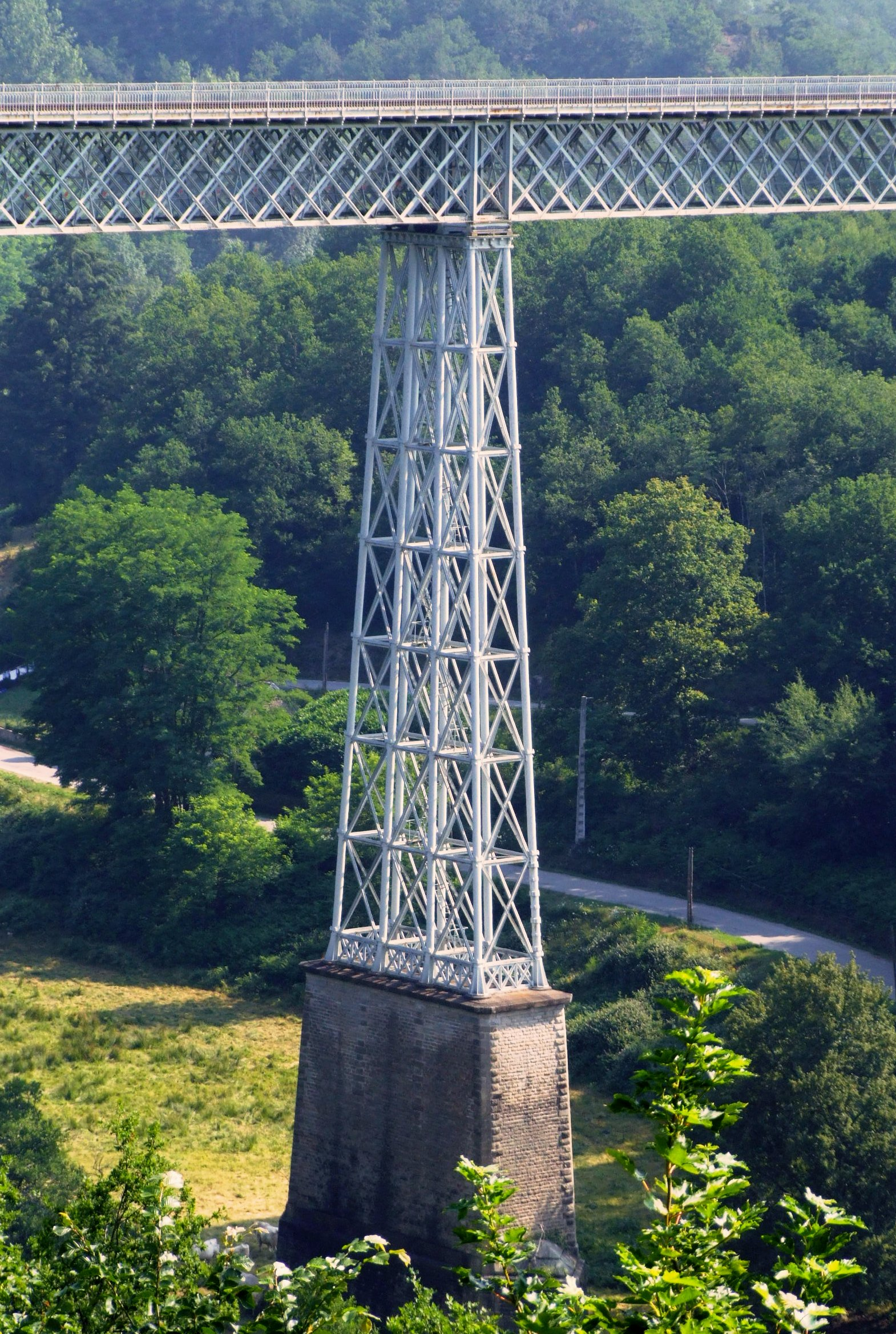

Das insgesamt 338,70 m lange Brückenbauwerk überquert die Creuse in einer Höhe von 56,5 m. Es war ursprünglich zweigleisig, wurde aber später auf eingleisigen Betrieb umgebaut. Es besteht aus fünf auf mächtigen Steinsockeln stehenden eisernen Pfeilern, die zusammen mit den als Widerlager dienenden Mauerwerkspfeilern der Vorbrücken einen 286,5 m langen und 8 m breiten Gitterträgerbalken tragen, auf dem die Gleise liegen. Die vier mittleren Öffnungen haben Spannweiten von je 50 m, die beiden äußeren von 45,25 m bzw. 41,25 m.
Die Pfeiler haben einen sogenannten Anzug, d. h. ihre Außenkanten sind leicht nach innen geneigt, so dass sich die Projektion ihrer Linien in einem Punkt 38,9 m über den Gleisen treffen. Die Höhe der Gleise über den steinernen Sockeln der drei mittleren Pfeiler beträgt ebenfalls 38,9 m. Nördling beabsichtigte mit diesen Proportionen ein ansprechendes Bild der Brücke zu erzeugen, was ihm bei der Vielzahl der sich visuell überschneidenden Gitter- und Fachwerklinien ein besonderes Anliegen war.
Die gemauerten Steinsockel der drei mittleren Pfeiler erreichen alle dieselbe Höhenlage. Der höchste Sockel hat eine Höhe von 17,90 m über seinem Fundament und eine Grundfläche von 12,94 m × 15,29 m. Die Köpfe der Sockel haben alle eine Grundfläche von 4,80 m × 6,53 m. Sie sind aus granitischen Steinen gemauert, die Köpfe bestehen aus zwei Lagen Volvic-Basalt, beides in der Umgebung vorkommende Materialien.
Die drei mittleren eisernen Pfeiler sind 33,85 m hoch. An der Basis haben sie Abmessungen von 3,40 m × 10,20 m, am Kopf von 2,00 m × 6,00 m. Die zwei äußeren Pfeiler sind wegen der Hanglage etwas kürzer. Ihre tragenden Elemente sind acht gusseiserne, 4,50 m hohe Rohre, die in nur zwei Reihen und in sieben Etagen übereinander angeordnet und untereinander durch schmiedeeiserne Andreaskreuze verbunden und versteift sind. Die Rohre haben einen Außendurchmesser von 0,35 m, ihre Wandstärken nehmen von 5,5 cm in der ersten Etage ab bis auf 4,0 cm in den beiden oberen Etagen. Diese Rohre stehen auf acht runden, 1,20 m hohen, ebenfalls gusseisernen Füßen, die durch gusseisernes Fachwerk untereinander verbunden sind. Der obere Abschluss der Pfeiler ist als eine Art Kapitell ausgeformt, das einschließlich der Lager 1,15 m hoch ist.
Um Windlasten besser aufzunehmen, sind die Rohre durch innere Zugstangen versteift, die im Sockel verankert und auf der Spitze der Pfeiler mit Schrauben auf Spannung gebracht und befestigt wurden.
Der Fahrbahnträger mit einer Bauhöhe von 4,43 m besteht aus 4 Gitterträgern, die im Achsabstand von 2 m nebeneinander angeordnet und durch Fachwerk verbunden sind. Wie erstmals von Ferdinand Mathieu bei dem Grandfey-Viadukt durchgeführt, wurde der Fahrbahnträger im Taktschiebeverfahren eingeschoben, d. h. abschnittsweise auf der Strecke vor der Brücke hergestellt und anschließend so weit über das Tal geschoben, dass ein auf ihm montierter kleiner Kran zur Montage des ersten Pfeilers verwendet werden konnte. Der Vorgang wurde wiederholt, bis der Träger am gegenüberliegenden Widerlager angekommen war.
Der Bau wurde von Vorläufern der Unternehmen Fives-Lille und Etablissement Cail ausgeführt.
Die Brücke steht seit 1975 unter Denkmalschutz.